# Holweg

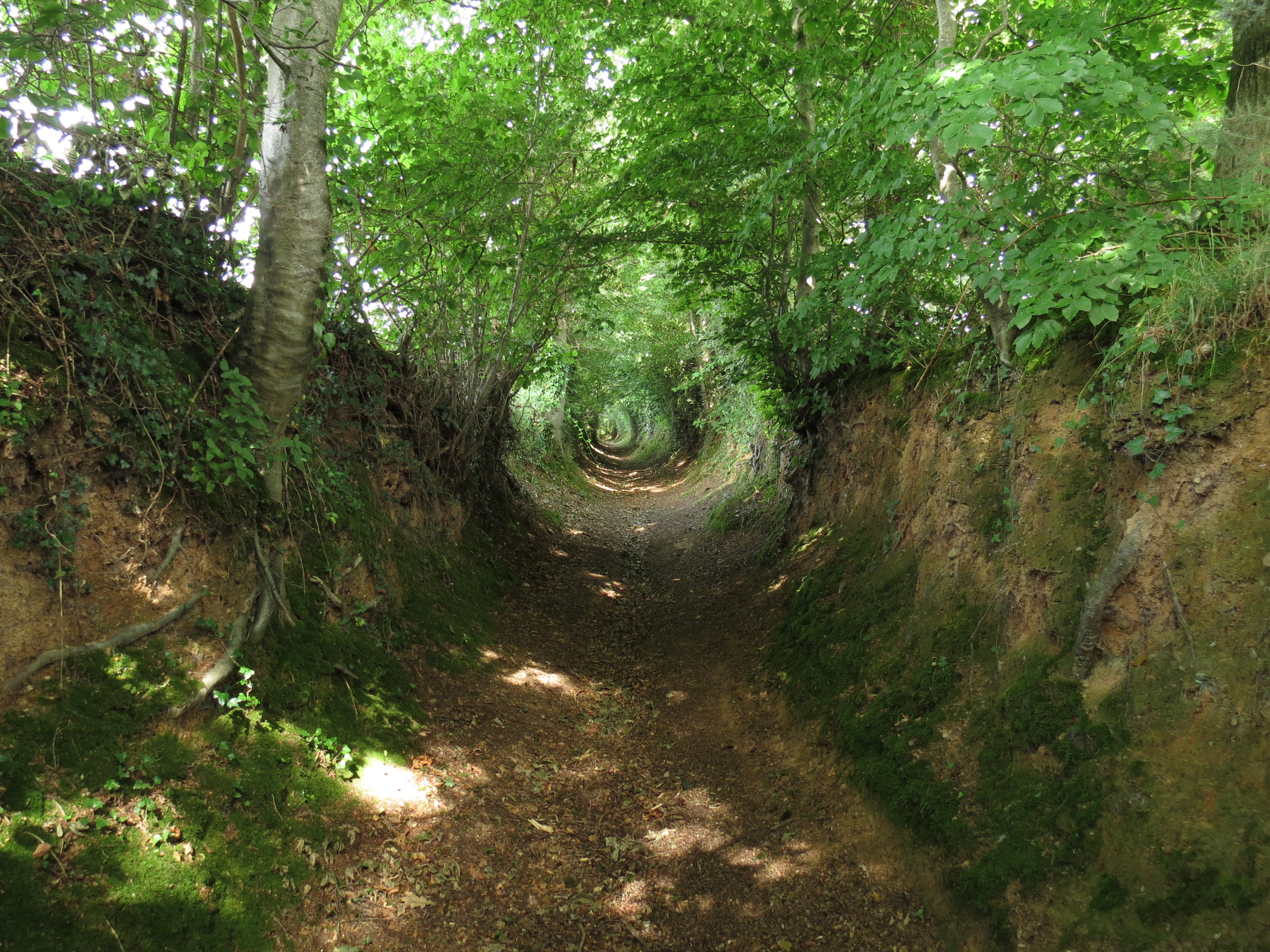
Holweg we Francji.

Holweg, głębocznica, wąwóz drogowy (etym. holweg – z niem. Hohlweg – parów, droga z wyjeżdżoną koleiną; hohl – pusty, wydrążony, zapadły; Weg – droga) – forma ukształtowania powierzchni terenu przypominająca wąwóz, pochodzenia antropogenicznego. Wąwozy drogowe najczęściej mają postać pojedynczych, prostolinijnych form, przebiegających w obrębie zboczy. Cechą charakterystyczną głębocznicy jest skrzynkowy przekrój poprzeczny, w którym szerokość dna zazwyczaj odpowiada wymiarom pojazdów, zaś wysokość ścian to wypadkowa odporności skał podłoża i intensywności użytkowania. Głębocznice bardzo często rozwijają się w obrębie form wypukłych typu garbów międzydolinnych, które są dogodne dla komunikacji. Najczęściej są to formy płytkie, ale w sprzyjających warunkach osiągają znaczne rozmiary – kilkadziesiąt metrów, a nawet ponad 1 km długości i do 5 m głębokości
Za ich powstanie (i rozwój) odpowiedzialne są koła pojazdów, wozów konnych lub kopyta zwierząt gospodarskich niszczące roślinność i żłobiące skały podłoża. Erozja mechaniczna wynikająca z tych oddziaływań, jest wzmagana przez erozyjną działalność wód i wiatru. Holwegi powstają najczęściej w lessach i gliniastych zwietrzelinach. Charakteryzują się pionowymi ścianami pozbawionymi roślinności, zaś w obszarach zadrzewionych często przecinają je korzenie drzew porastających ich krawędzie.
Dna głębocznic wykorzystywane są jako drogi. Ze względów gospodarczych dna tych form bywają wzmacniane utwardzoną nawierzchnią, wskutek czego ich rozwój zostaje zatrzymany, a wygląd ulega utrwaleniu. Cechą form tego typu jest powstawanie okresowych zamuleń po intensywnych opadach i roztopach, wymagających systematycznego udrażniania i oczyszczania terenów u ich wylotów.

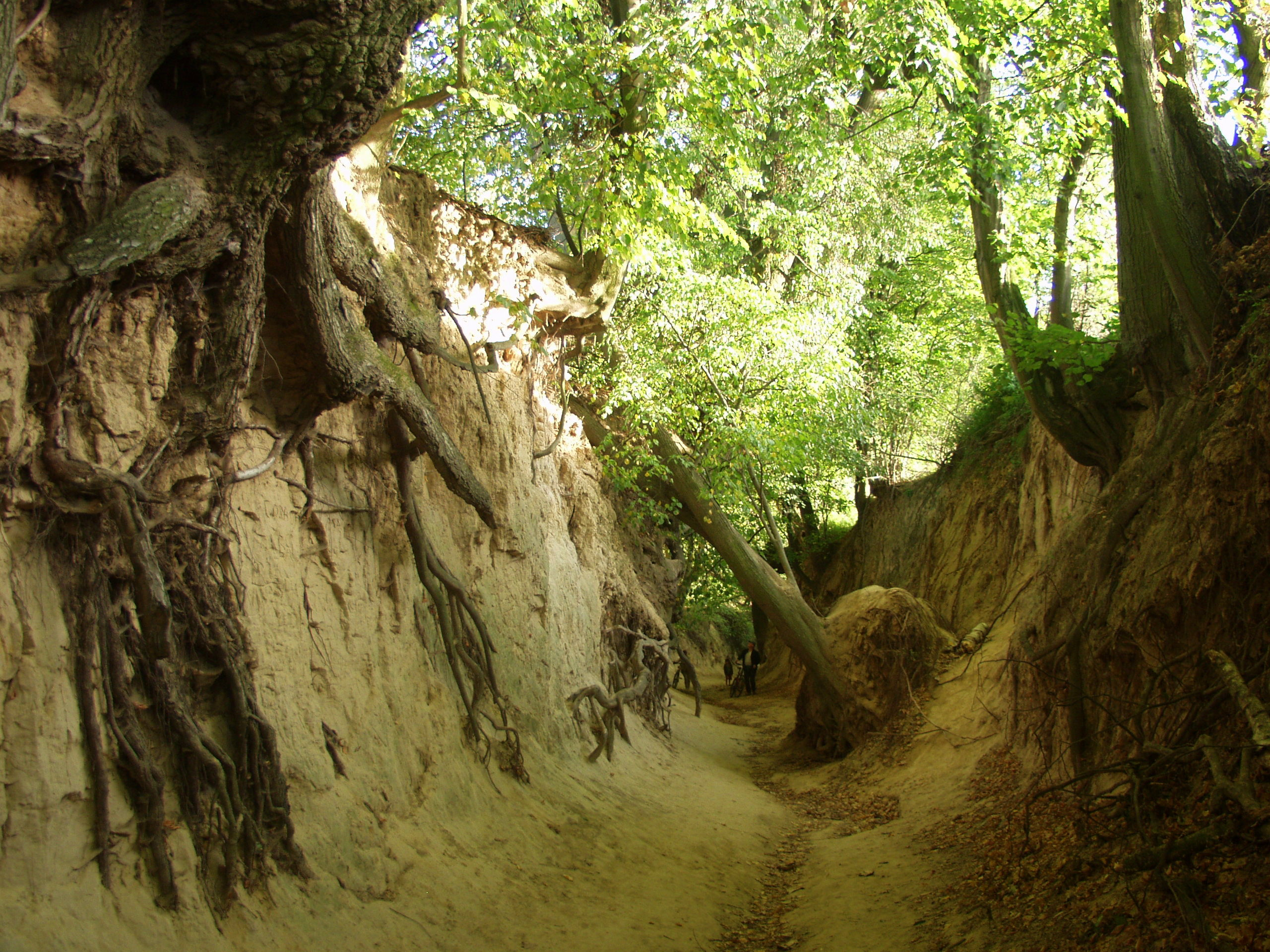
Korzeniowy Dół w Kazimierzu Dolnym w 2012 roku

Formy te mogą także wchodzić w skład systemów wąwozowych, których rozwój może być podyktowany obecnością (aktywnych) głębocznic. Nieużytkowane głębocznice ulegają powolnemu wypłyceniu.  

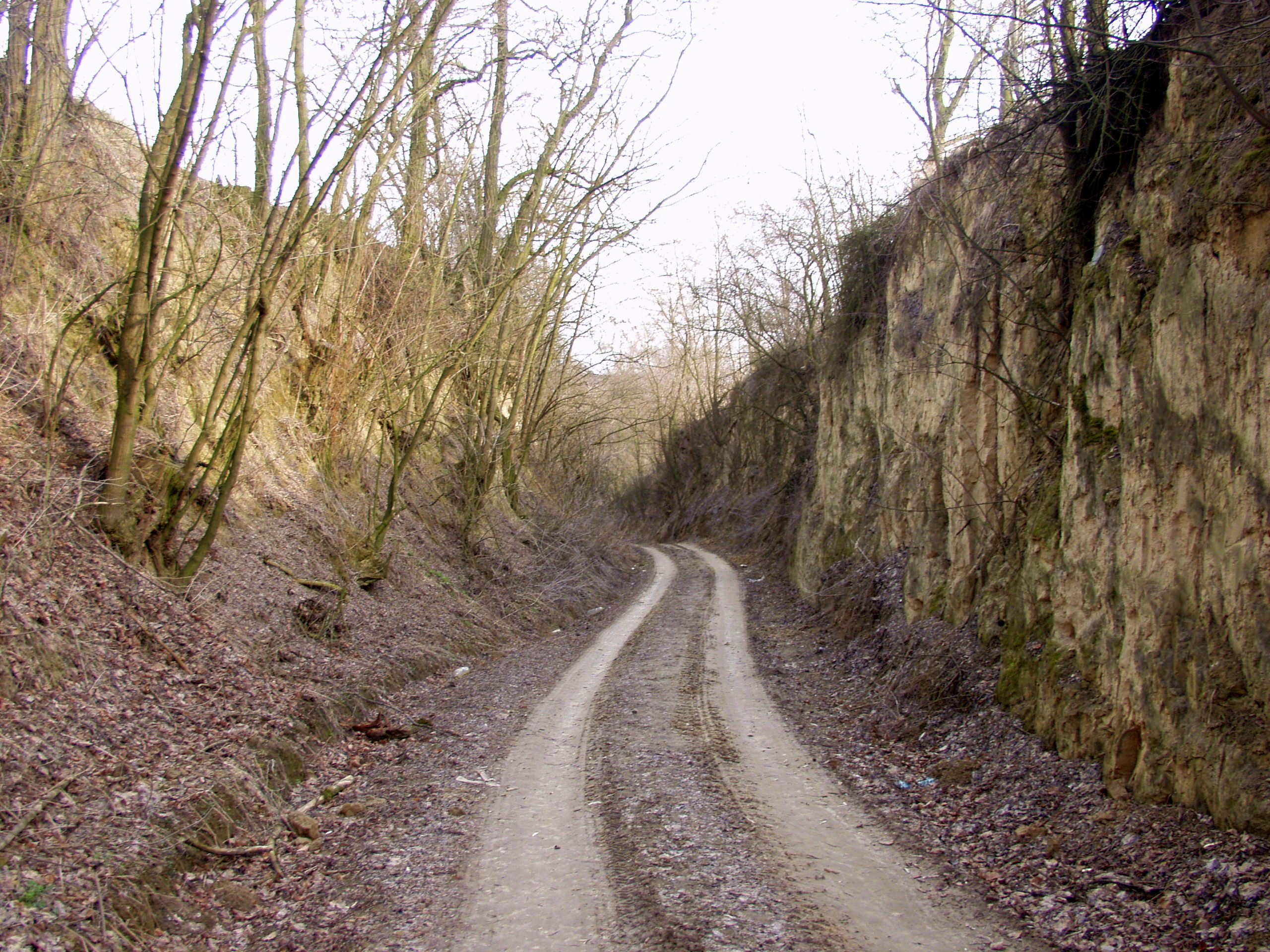
Wąwóz drogowy w rejonie Wilczyc (Wyżyna Sandomierska) – widok w kierunku wierzchowiny
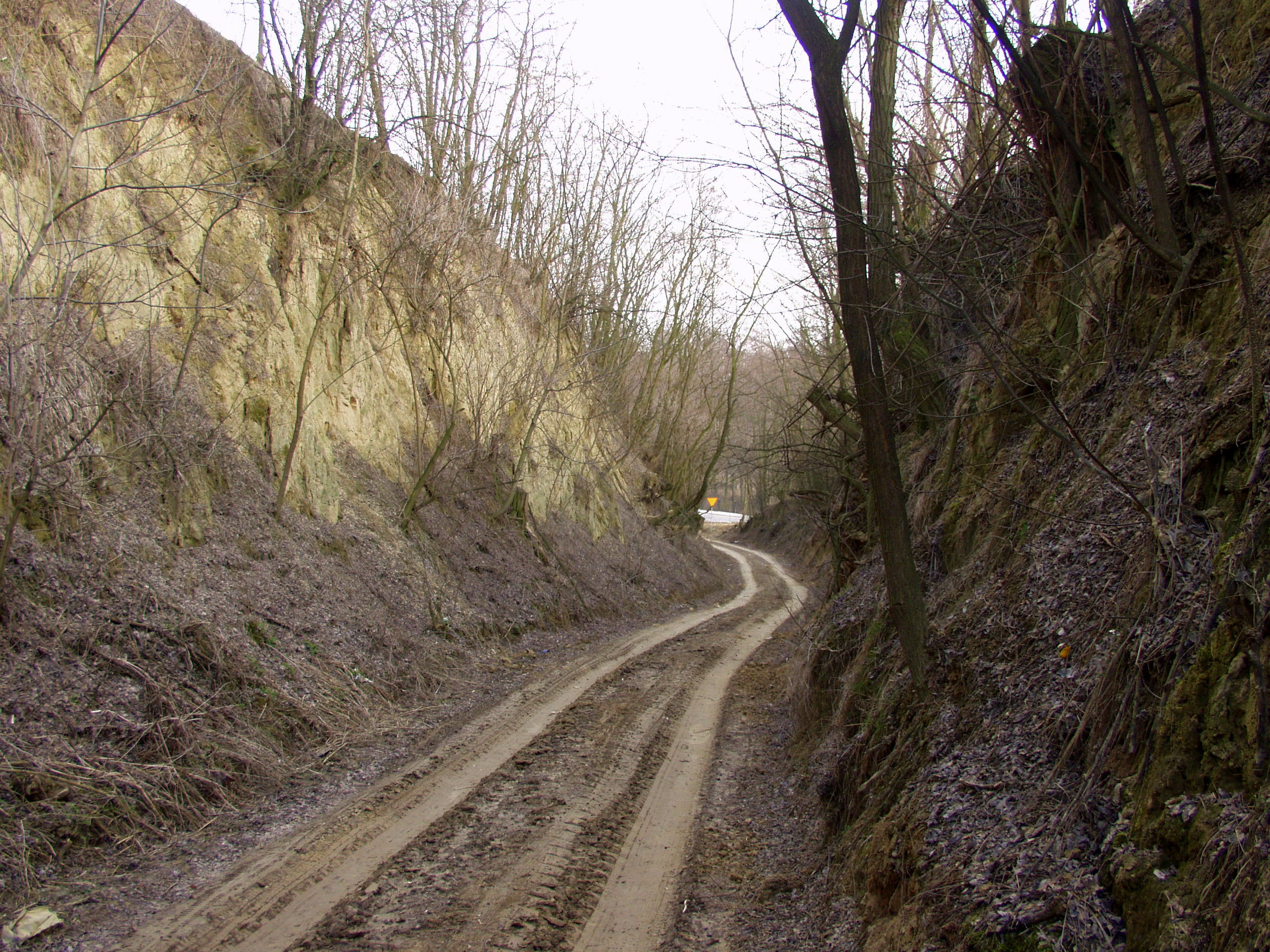
Wąwóz drogowy w rejonie Wilczyc (Wyżyna Sandomierska) – widok w kierunku dna doliny
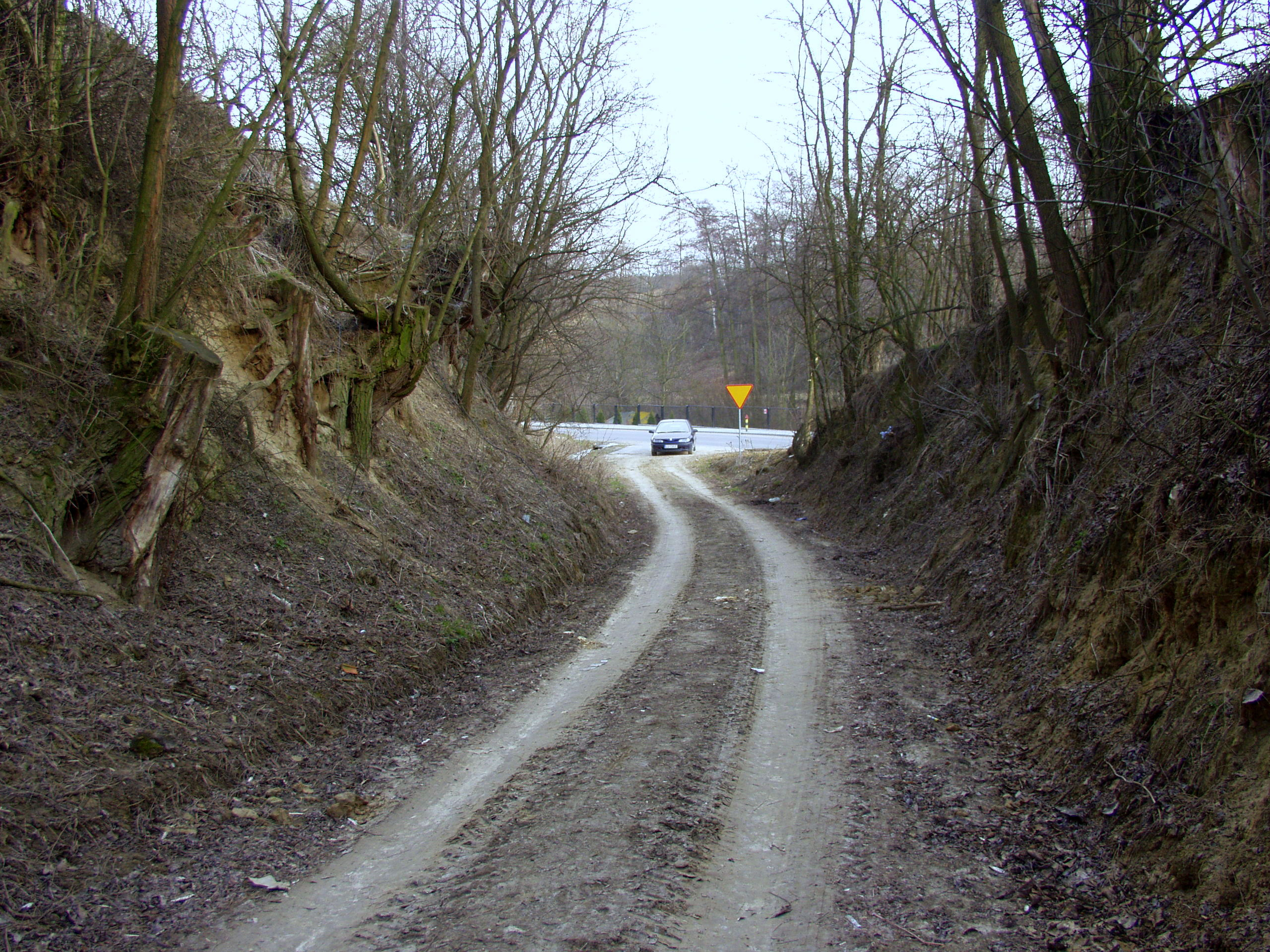
Wąwóz drogowy w rejonie Wilczyc (Wyżyna Sandomierska) – widok w kierunku dna doliny
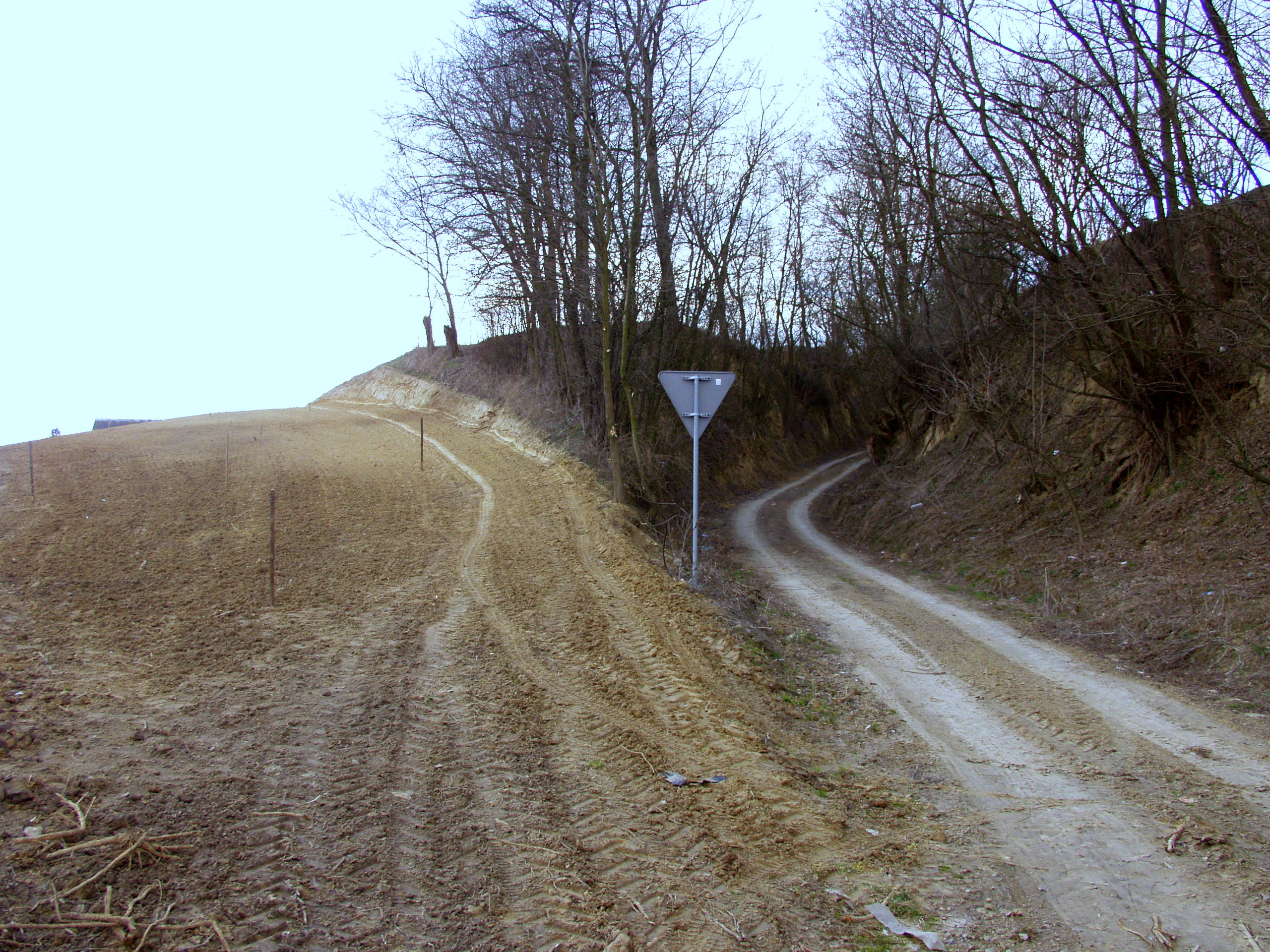
Wylot wąwozu drogowego w rejonie Wilczyc (Wyżyna Sandomierska)

## Znaczenie gospodarcze
Wąwozy drogowe mają istotne znaczenie w komunikacji lokalnej oraz jako drogi dojazdowe do pól. Pełnienie tych podstawowych funkcji jest poważnie utrudnione, a nierzadko wręcz niemożliwe z powodu rozwoju erozji dna oraz niszczenia zboczy głębocznic.

W obszarach lessowych głębocznice mają dużą atrakcyjność wizualną. Najbardziej spektakularnym przykładem jest Korzeniowy Dół w Kazimierzu Dolnym, jak też Wąwóz Świętej Królowej Jadwigi w Sandomierzu.